# Icteranthidium tshangiricum
Icteranthidium tshangiricum är en biart som först beskrevs av Mavromoustakis 1951.  Icteranthidium tshangiricum ingår i släktet Icteranthidium och familjen buksamlarbin. Inga underarter finns listade i Catalogue of Life.